# Елтон Бокетсу
Елтон Бокетсу (на френски: Elton Boketsu) е френски футболист, полузащитник, който играе за Олимпик Шарлероа.

## Кариера
Бокетсу е юноша на Льо Авър. Играе за резервния тим от 2009 г. до 2012 г. като има 39 мача и 7 попадения. От 2012 г. е футболист на Каен, но също играе за резервния тим.

## Статистика по сезони
| Сезон   | Отбор        | Първенство         | Мачове | Голове |
| ------- | ------------ | ------------------ | ------ | ------ |
| 2009/10 | Льо Авър „Б“ | Шампионат национал | 2      | 0      |
| 2010/11 | Льо Авър „Б“ | Шампионат национал | 9      | 2      |
| 2011/12 | Льо Авър „Б“ | Шампионат национал | 28     | 5      |
| 2012/13 | Каен „Б“     | Шампионат национал | 6      | 0      |